# 三菱UFJトラストシステム
三菱UFJトラストシステム株式会社（みつびしユーエフジェイトラストシステム、英: Mitsubishi UFJ Trust Systems Co.,Ltd.）は、東京都港区に本社を置く、三菱UFJフィナンシャル・グループのシステムインテグレーター（ユーザー系）。通称はMUSK。

## 概要
三菱UFJ信託銀行を対象としたシステム戦略の協働立案、システムコンサルティング、システム開発・保守などを行っており、三菱UFJ信託銀行の100%子会社である。三菱信託銀行とUFJ信託銀行の合併に伴い、2006年4月にそれぞれの情報システム子会社である三菱信情報システムと東洋システム開発が合併して誕生した。
- 資格等
  - 次世代法に基づく認定企業（厚生労働省）[3]

- 加入団体等
  - （社）情報サービス産業協会(JISA)[4]

## 沿革
- 1984年 - 菱信システム、東洋システム開発、設立。
- 1997年 - 菱信システムが三菱信情報システムに社名変更。
- 2006年 - 三菱信情報システムと東洋システム開発が合併、三菱UFJトラストシステムとなる。
- 2012年 - エムアンドティー・インフォメーション・テクノロジー株式会社と合併。

## 事業所
- 本社 東京都港区港南2-9-8
- 東砂ビル 東京都江東区東砂7-10-11